# Floral Shoppe
Floral Shoppe (japonês: フローラルの専門店, Hepburn: Furōraru no Senmon-ten) é o décimo quinto álbum da produtora de música eletrônica Vektroid, lançado sob o pseudônimo alternativo Macintosh Plus em 9 de dezembro de 2011 pela gravadora independente Beer on the Rug. Este foi um dos primeiros álbuns do gênero experimental vaporwave a ganhar reconhecimento popular na internet, junto com Chuck Person's Eccojams Vol. 1 (2010) de Oneohtrix Point Never. Desde então, Floral Shoppe têm sido considerado por muitos um álbum essencial no gênero vaporwave.

## Fundo e composição

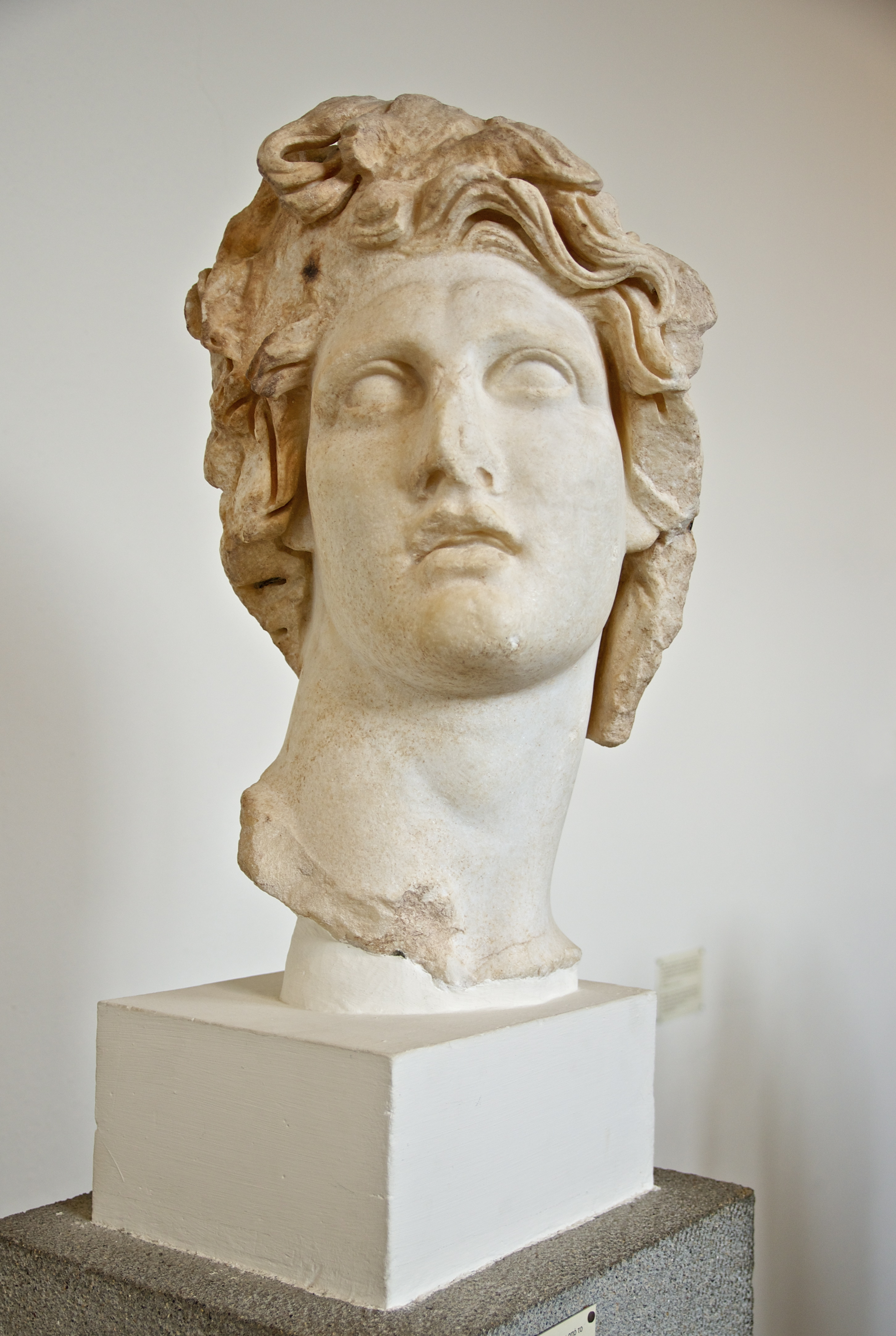
The god of island of Rhodes. Holes on the periphery of the cranium are for inserting the metal rays of his crown. The characteristic likeness to portraits of Alexander the Great alludes to Lysippan models.

Floral Shoppe foi composto pela produtora e designer gráfico estadunidense Ramona Xavier, também conhecida pelo nome artístico de Vektroid; e creditado pelo pseudônimo de Macintosh Plus, uma referência ao computador da Apple. O álbum é frequentemente citado como um exemplo do então emergente gênero nascido da Internet, vaporwave, junto com trabalhos de outros artistas lançados pela gravadora Beer on the Rug. Antes de Floral Shoppe, Ramona Xavier havia produzido outros trabalhos de chillwave e vaporwave sob vários pseudônimos, incluindo Vektroid, Laserdisc Visions, dstnt e New Dreams Ltd. Adam Harper de Dummy, num artigo a respeito da cultura do vaporwave, descreveu o conteúdo do álbum como "soul music adulto-contemporâneo picada, distorcida e parafusada ao lado de melodias de spa promocional."
A produção de Xavier no álbum é caracterizada pelo seu uso de samples em looping e esticados de soul music adulto-contemporâneo, e sua qualidade estilística no geral foi descrita como "chopped and screwed misturado com AOR, synth funk, R&B contemporâneo, e new age". Xavier tem uma abordagem inquietante com usos de samples ao longo de Floral Shoppe, com "vozes desaceleradas a pronúncias sem palavras, ritmos abusadamente extravagantes, [e] fragmentos misturados sobre si nas conflitantes assinaturas de tempo." Os samples usados no álbum incluem várias canções do álbum de 1993 Worldwide, do grupo de new age Dancing Fantasy, várias canções de funk e R&B da década de 1980 e a trilha sonora de Turok: Dinosaur Hunter.

## Lançamento
Floral Shoppe foi lançado digitalmente na loja de música Bandcamp de Vektroid em 9 de dezembro de 2011 pela gravadora independente Beer on the Rug. Os títulos das faixas do álbum estão todos escritos em japonês, com exceção de duas faixas bônus sem título. Recebendo muita popularidade online, acabou tornando-se "o lançamento vaporwave mais promovido da Internet." Posteriormente, Beer on the Rug anunciou um relançamento do álbum em fita cassete formato C44. A edição em fita, limitada a cem cópias, incluía duas faixas bônus não encontradas na versão digital e um código para baixar o álbum. Mais tarde, Vektroid lançou uma linha de regatas e moletons ostentando uma variação da capa do álbum de Floral Shoppe.

## Recepção
| Críticas profissionais | Críticas profissionais |
| Avaliações da crítica  | Avaliações da crítica  |
| Fonte                  | Avaliação              |
| ---------------------- | ---------------------- |
| Sputnikmusic           | 5.0/5                  |

Floral Shoppe encontrou uma recepção polarizante de críticos e de ouvintes casuais de modo parecido, sendo igualmente "criticado e aclamado pela abordagem fria [da artista] em relação ao muzak". Jonathan Dean de Tiny Mix Tapes escreveu positivamente sobre Floral Shoppe, citando o álbum como "um dos melhores documentos da cena vaporwave até agora, uma série de manipulações distantes porém sentimentais de achados de áudio que cuidadosamente constrói seu próprio espaço livre meditativo através do acréscimo meticuloso de acionadores de memória não-familiares." Stephen Purcell do Noise elogiou-o como um dos melhores álbuns do ano e escreveu: "Distorce a mente, é refrescante e o mais importante, quando é feito da forma que foi, merece reconhecimento."
Dando ao álbum uma avaliação perfeita de 5.0, Adam Downer do Sputnikmusic caracterizou o álbum como "constantemente e deliciosamente perturbador" e "uma bela gravação que é tanto quente quanto estranho, tanto nostálgico quanto futurística, tanto bizarro quanto totalmente simples."
Na votação de fim de ano anual dos críticos do Pazz & Jop para álbuns, administrada pelo The Village Voice, o álbum recebeu dois votos. Miles Bowe da revista Perfect Sound Forever citou Floral Shoppe como um de seus melhores álbuns de fim de ano. O álbum foi também nomeado como o sexto melhor álbum do ano pela Tiny Mix Tapes, com o crítico declarando que "desliza perfeitamente entre o puro prazer pop e a irônica construção deste prazer, a presença do artistas às vezes é pouco notável e dramaticamente deixada em primeiro plano." Avaliando a influência de Floral Shoppe no vaporwave, supondo ser o ápice do gênero, Parker declarou:
Em muitos anos, New Dreams Ltd., o apelido para Macintosh Plus, 情報デスクVIRTUAL, Laserdisc Visions, and Sacred Tapestry, encorpou melhor o gênero [vaporwave]. Não somente proporcionou alguns dos lançamentos mais essenciais do vaporwave, mas também astutamente envolveu justo no momento certo, agradecendo a todos nós por visitar o Cassino Virtual. 2012 não foi apenas o ano que o vaporwave invadiu; foi também o ano que ele se esgotou: transformado, rebatizado, seus praticantes seguiram em frente. Se um único lançamento merece ser recordado, todavia, certamente é Floral Shoppe. Desde o princípio, destacou-se não só por seu casamento artístico do conceito com o sensual, mas também por seu desempenho de inseparabilidade entre os dois.

## Faixas
| Lançamento original | |                                              |         |  |
| N.º                 | Título | Sample utilizado                             | Duração |  |
| 1.                  | "ブート Būto" (Inicialização)                                                                                  | "Tar Baby" by Sade (1985)                    | 3:24    |  |
| 2.                  | "リサフランク420 / 現代のコンピュー Risa Furanku 420 / Gendai no Konpyū" (Lisa Frank 420 / Computação Moderna) | "It's Your Move" by Diana Ross (1984)        | 7:20    |  |
| 3.                  | "花の専門店 Hana no Senmon-ten" (Loja de Flores)                                                               | "If I Saw You Again" by Pages (1978)         | 3:55    |  |
| 4.                  | "ライブラリ Raiburari" (Biblioteca)                                                                            | "You Need a Hero" by Pages (1981)            | 2:43    |  |
| 5.                  | "地理 Chiri" (Geografia)                                                                                       | "Underwater Theme" by Darren Mitchell (1997) | 4:46    |  |
| 6.                  | "ECCOと悪寒ダイビング ECCO to Okan Daibingu" (Mergulho Frio com ECCO)                                          | "Déjà Vu" by Dancing Fantasy (1993)          | 6:42    |  |
| 7.                  | "数学 Sūgaku" (Matemática)                                                                                     | "Worldwide" by Dancing Fantasy (1993)        | 6:54    |  |
| 8.                  | "待機 Taiki" (Espera)                                                                                          | "Hang Loose" by Dancing Fantasy (1993)       | 1:10    |  |
| 9.                  | "て" (Mão) | "Track 6" by Tryrush Deppy OST (1996)        | 2:16    |  |
| 10.                 | "月 Tsuki" (Lua)                                                                                               | "I Only Have Eyes for You" by Zapp (1985)    | 6:14    |  |
| 11.                 | "海底 Kaitei" (Fundo do mar)                                                                                   | "Sleeping Pill" by Jamie Foxx (2010)         | 2:18    |  |
| Duração total:      | Duração total:                                                                                                 | Duração total:                               | 47:47   |  |

| Edição em fita cassete | |                                              |         |  |
| N.º                    | Título | Sample utilizado                             | Duração |  |
| 1.                     | "ブート Būto" (Inicialização)                                                                                  | "Tar Baby" by Sade (1985)                    | 3:22    |  |
| 2.                     | "リサフランク420 / 現代のコンピュー Risa Furanku 420 / Gendai no Konpyū" (Lisa Frank 420 / Computação Moderna) | "It's Your Move" by Diana Ross (1984)        | 7:13    |  |
| 3.                     | "花の専門店 Hana no Senmon-ten" (Loja de Flores)                                                               | "If I Saw You Again" by Pages (1978)         | 3:18    |  |
| 4.                     | "ライブラリ Raiburari" (Biblioteca)                                                                            | "You Need a Hero" by Pages (1981)            | 2:48    |  |
| 5.                     | "地理 Chiri" (Geografia)                                                                                       | "Underwater Theme" by Darren Mitchell (1997) | 4:39    |  |
| 6.                     | "ECCOと悪寒ダイビング ECCO to Okan Daibingu" (Mergulho Frio com ECCO)                                          | "Déjà Vu" by Dancing Fantasy (1993)          | 6:23    |  |
| 7.                     | "数学 Sūgaku" (Matemática)                                                                                     | "Worldwide" by Dancing Fantasy (1993)        | 7:31    |  |
| 8.                     | "待機 Taiki" (Espera)                                                                                          | "Hang Loose" by Dancing Fantasy (1993)       | 2:28    |  |
| 9.                     | "ピコ Piko" (Pico)                                                                                             | "Give It Up" by Sade (1988)                  | 2:03    |  |
| 10.                    | "外ギン AVIATION Soto Gin AVIATION" (Aviação de Bancos Estrangeiros)                                           | "Carioca Groove" by Dancing Fantasy (1993)   | 1:14    |  |
| 11.                    | "て" (Te) | "Track 6" by Tryrush Deppy OST (1996)        | 2:02    |  |
| Duração total:         | Duração total:                                                                                                 | Duração total:                               | 43:02   |  |